# 那須・塩原号
那須・塩原号（なす・しおばらごう）は、東京都渋谷区と栃木県那須塩原市を結ぶ昼行高速バス路線である。

## 概要
JRバス関東では支店ごとの独立採算性を重視しており、西那須野支店においても東京発の高速バス路線「シリウス号」を担当していたため、営業便による東京支店までの乗務員送り込みにより効率化を図る目的で、「もみじ号」の愛称で開設された路線である。
当初は会員制バスで運行を開始したが、観光路線故に一定の利用者があったため、定期化の上増便された。その後、那須温泉系統（「那須リゾートエクスプレス(NRX)」）を新設したが、概ね好評のため、現在はそちらがメイン系統となっている。但し、減便された塩原温泉系統についても、途中のアグリパル塩原で一般路線バスの塩原線と接続をとることにより、塩原温泉方面への利用者に対する利便性を確保している。
冬季には塩原発着の「もみじ号」がハンターマウンテン塩原スキー場への延長運転を行っていたが、スキー人口の減少と利用者の少なさにより中止となった。
2009年12月21日より、JRバス関東担当便が佐野支店に移管された。
また、一時期西那須野駅発着系統を国際医療福祉大学（大田原市）まで延長の上、「与一号」の愛称で運行していたが、2010年3月17日のダイヤ改正で西那須野駅 - 国際医療福祉大学間が廃止され、それとともに那須温泉・塩原温泉・西那須野駅発着の各系統とも「那須塩原リゾートエクスプレス (NRX)」に愛称が統一された。2013年9月1日より「那須・塩原号」に改名されている。
2019年3月15日より、東京駅発着で那須ハイランドパークを結ぶ新系統「那須ハイランドパーク号」の運行を開始した。

### 愛称の由来
※2010年3月16日までの愛称。
- もみじ号…塩原温泉郷の紅葉に因んだもの。かつては一般路線でも「もみじバス」と呼ばれる特別カラーのバスが存在していた。
- 那須リゾートエクスプレス号…那須温泉への観光特急バスとして命名。
- 与一号…下野国那須郡発祥の那須氏の中でも有名な人物である、屋島の戦いで扇の的を射落とした那須与一に因んだもの。

## 運行会社
- ジェイアールバス関東（佐野支店担当）…那須温泉系統1往復（下り5号、上り12号）と塩原温泉系統土休日1往復（下り1号、上り10号）を担当。
- 関東自動車…那須温泉系統3往復（下り3・7・9号、上り4・6・8号）と西那須野系統1往復（下り11号、上り2号）および「那須ハイランドパーク号」1往復を担当。

## 運行系統
那須温泉系統（アグリパル塩原経由）
バスタ新宿（新宿駅新南口） - 池袋駅東口（上り降車のみ） - 王子駅 - 鹿沼インター入口 (※1) - ホウライ - 千本松駐車場 - 下田野 - アグリパル塩原 - 塩原カントリークラブ前 - 戸田 - 友愛の森 - ホテルエピナール那須 (※2) - 東急ハーヴェストクラブ那須 (※2) - 一軒茶屋 - ホテルサンバレー那須 (※3) - 新那須 - 仲町 - 那須温泉
※1：2往復（下り7号・9号、上り4号・6号）のみ停車。
※2：下り1本（9号）は停車しない。
※3：1往復（5号・12号：JR便）は停車しない。
那須温泉系統（お菓子の城経由）
バスタ新宿（新宿駅新南口） - 池袋駅東口（上り降車のみ） - 王子駅 - お菓子の城 - 友愛の森 - ホテルエピナール那須  - 一軒茶屋 - ホテルサンバレー那須 - 新那須 - 仲町 - 那須温泉
塩原温泉系統
バスタ新宿（新宿駅新南口） - 池袋駅東口（上り降車のみ） - 王子駅 - ホウライ - 千本松駐車場 - 下田野 - アグリパル塩原 - もみじ谷大吊橋 - 塩原大網 - 福渡口 - 塩原福渡 - 七ツ岩吊橋 - 塩原塩釜 - 塩原畑下 - 塩原門前 - 塩原温泉駅
西那須野系統
バスタ新宿（新宿駅新南口） - 池袋駅東口（上り降車のみ） - 王子駅 - 鹿沼インター入口 - ホウライ - 千本松駐車場 - 西那須野駅
那須ハイランドパーク号
東京駅（乗車は八重洲南口、降車は日本橋口） - ホウライ - 千本松駐車場 - 下田野 - アグリパル塩原 - 塩原カントリークラブ前 - 戸田 - 板室分署前 - 深山ダム入口（幸乃湯温泉前） - 幾世橋 - 乙女の滝 - 那須ハイランドパーク - TOWAピュアコテージ・NOZARU - 那須サファリパーク入口 - 友愛の森
- 各系統とも佐野SAで休憩する。
- 東京都内および栃木県内のみの利用は不可（但し、那須温泉系統については空席のある場合に限り那須地区 - 塩原地区間 <ホウライ - 那須温泉間> の利用が可能。また、那須ハイランドパーク号はTOWAピュアコテージ・NOZARU - 友愛の森観の利用が可能。いずれも事前予約不可）。
- ホウライは千本松牧場の駐車場内にバス停がある。一般路線バスの千本松バス停はやや離れている。
- アグリパル塩原で一般路線バスの塩原線との乗り継ぎ可能。ダイヤも接続を考慮している。一般路線バスのバス停は国道沿いに対して、高速バスのバス停は駐車場内に設置されている。

## 運行回数
- 平日1日5往復（那須温泉系統4、西那須野系統1）、土休日1日6往復（那須温泉系統4、塩原温泉系統1、西那須野系統1）
  - 那須温泉系統のうち1往復（下り3号、上り8号）はお菓子の城経由。
  - 那須ハイランドパーク号は1日1往復（特定日運行）。

## 歴史
- 2000年（平成12年）
  - 4月28日 - 会員制高速バスとして運行開始。東京駅 - 塩原温泉間が1日2往復、東京駅 - 那須塩原駅間が1日1往復であった。
  - 9月1日 - 東京方を新宿駅発着に、那須塩原駅発着を西那須野駅発着に変更。塩原温泉系統は下り東京駅経由となった。
- 2001年（平成13年）
  - 1月10日 - 会員制バスから定期化[3]。新宿駅 - 塩原温泉間1日3往復、新宿駅 - 西那須野駅1日1往復に。
  - 8月1日 - バス停追加（下田野・もみじ谷大吊橋・七ツ岩吊橋・塩原畑下）。
- 2002年（平成14年）9月20日 - 那須温泉系統を新設、1日2往復で運行開始[4]。東野交通が共同運行事業者として参入[4]。計1日5往復（塩原温泉下り2本・上り3本、那須温泉2往復、西那須野駅下り1本）となる。
- 2003年（平成15年）5月1日 - バス停追加（視力センター前・塩原町役場前〈現・塩原支所前〉）、塩原温泉街における停車順変更（ホテルニュー塩原が始発・終着地となる）。
- 2004年（平成16年）4月28日 - 那須温泉系統を増便、計1日7往復（塩原温泉2往復・那須温泉4往復・西那須野駅1往復）となる。
- 2005年（平成17年）12月20日 - 西那須野駅系統を大田原（国際医療福祉大学）へ延伸。
- 2006年（平成18年）4月1日 - 塩原温泉系統を1日1往復に減便。那須温泉系統を1日6往復に増便の上、愛称を「那須リゾートエクスプレス号」に変更。また大田原系統の愛称を「与一号」に変更。
- 2007年（平成19年）6月15日 - 那須温泉系統を1日5往復に減便。バス停新設（塩原カントリークラブ前・友愛の森・ホテルエピナール那須・東急ハーヴェストクラブ那須）及び廃止（広谷地）。
- 2009年（平成21年）
  - 3月14日 - 下り便を東京駅経由から王子駅経由に変更し、所要時間を短縮。
  - 12月21日 - JRバス担当便が佐野支店に移管される。また、JRバス運転手交代の事情により休憩SAが羽生PAから佐野SAに変更。
- 2010年（平成22年）3月17日 - 「与一号」の西那須野駅 - 国際医療福祉大学間を廃止、愛称を「那須塩原リゾートエクスプレス (NRX)」に統一。また、全便鹿沼バスターミナルを経由するようになる。
- 2011年（平成23年）
  - 3月23日 - 同年3月11日に発生した東日本大震災の影響により運休していたが、この日より1日4往復（那須温泉系統3往復、西那須野系統1往復）で運行を再開。
  - 7月1日 - 平日1日4往復、土休日1日6往復となる。
- 2013年（平成25年）9月1日 - 愛称を「那須・塩原号」に変更。
- 2014年（平成26年）
  - 8月1日 - 鹿沼バスターミナル - 那須温泉・塩原温泉・西那須野駅間の区間乗車の取り扱いを廃止[5]。
  - 11月11日 - 那須温泉系統において、那須地区・塩原地区間（ホウライ - 那須温泉間）の区間乗車が可能となる（但し、空席のある場合に限る）[6]。
- 2016年（平成28年）
  - 4月4日 - 新宿駅の発着場所をバスタ新宿（新宿駅新南口）に変更。
- 2017年（平成29年）
  - 2月28日 - この日の運行便をもって鹿沼バスターミナルを廃止、これに伴い所要時間を10分短縮[7]。
  - 7月14日 - 一部便（東野交通担当便）が鹿沼インター入口に停車、これに伴いダイヤを改正[8]。
- 2018年（平成30年）
  - 3月1日 - 那須温泉系統のうち1往復をお菓子の城経由に変更、所要時間を短縮[9]。
  - 10月1日 - 東野交通の会社統合により、同社運行便を関東自動車の運行に変更。
- 2019年（平成31年）3月15日 - 「那須ハイランドパーク号」（東京駅発着）の運行を開始[1][2]。
- 2020年（令和2年）
  - 4月11日 - 新型コロナウイルスの影響により、この日より当面の間運休[10][11]。
  - 6月20日 - 一部便（関東自動車担当便の1往復）が運行を再開。
  - 10月16日 - 一部便（JRバス関東担当便の1往復）が運行を再開（同年11月23日まで運行予定→2021年1月11日まで延長）。
- 2021年（令和3年）
  - 1月12日 - この日より当面の間全便運休。
  - 10月5日 - 一部運行再開。
- 2022年（令和4年）2月1日 - この日より全便運休[12]。
- 2023年（令和5年）7月21日 - この日より関東自動車が上下2便運行再開[13]
- 2024年（令和6年）11月 - 同月乗車分より、ネットでの乗車券購入先が高速バスネットから発車オーライネットに変更[14]。
- 2025年（令和7年）4月1日 - この日より当面の間全便運休[15]。

## 使用車両
両社とも40人乗りトイレ付きハイデッカー車が使用される。JRバス関東は東京支店・佐野支店の車両が、関東自動車は那須塩原営業所の車両が使用される。

### 車両画像一覧

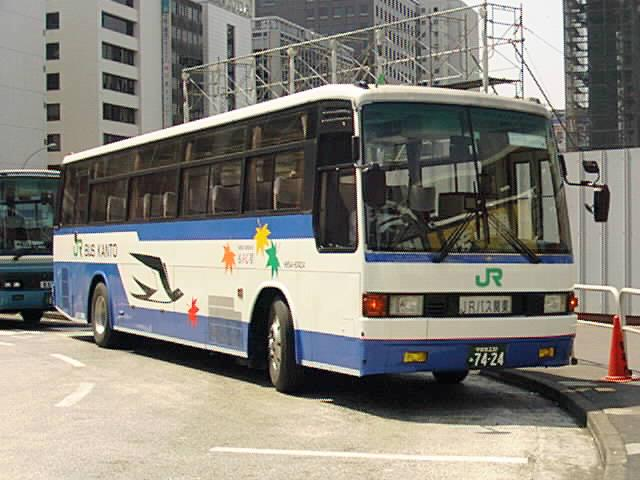
会員制バスだった頃の「もみじ号」
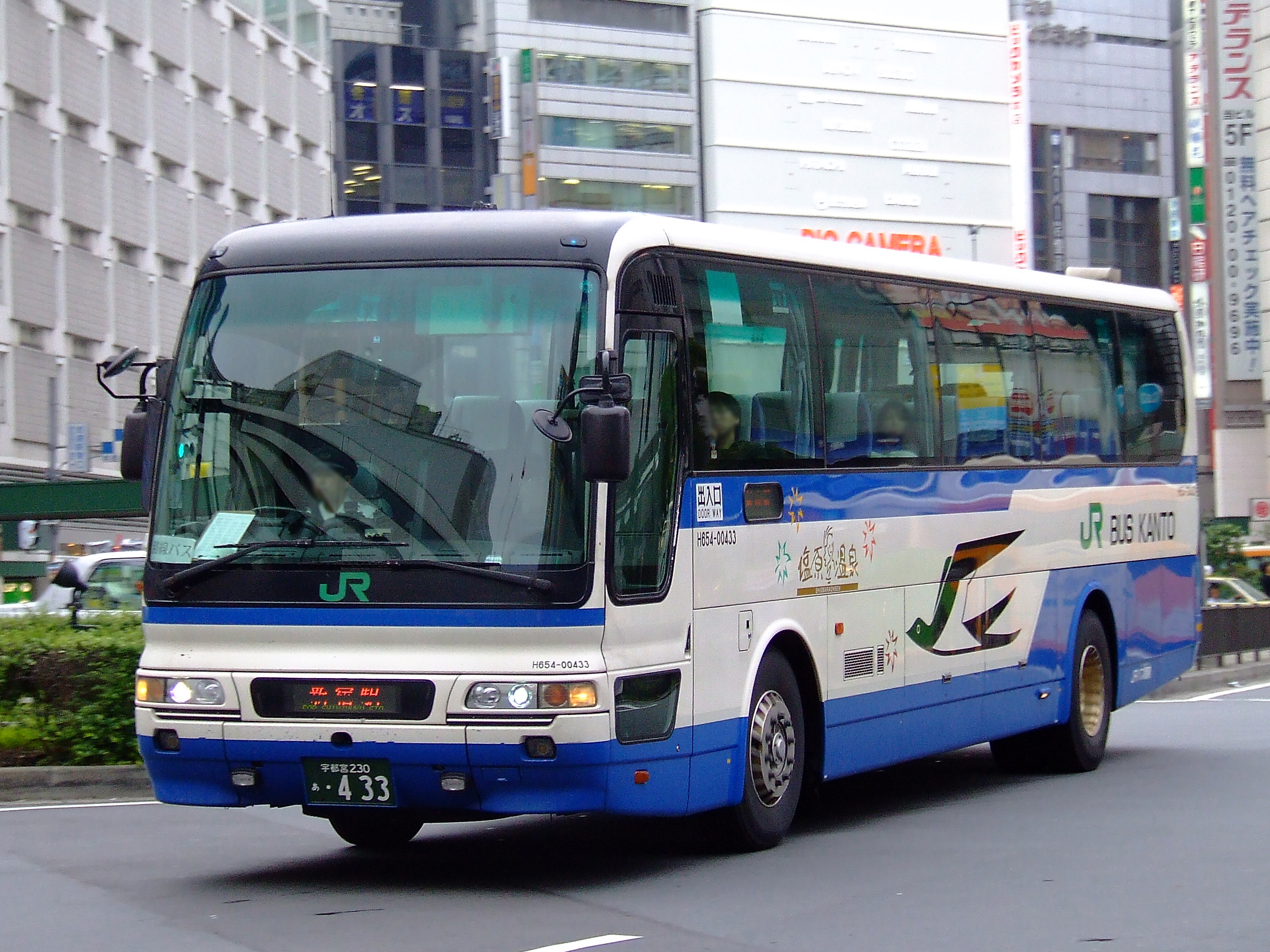
「もみじ号」（撮影当時）。「塩原温泉」の文字にもみじをあしらった西那須野支店の車両で運行されていた
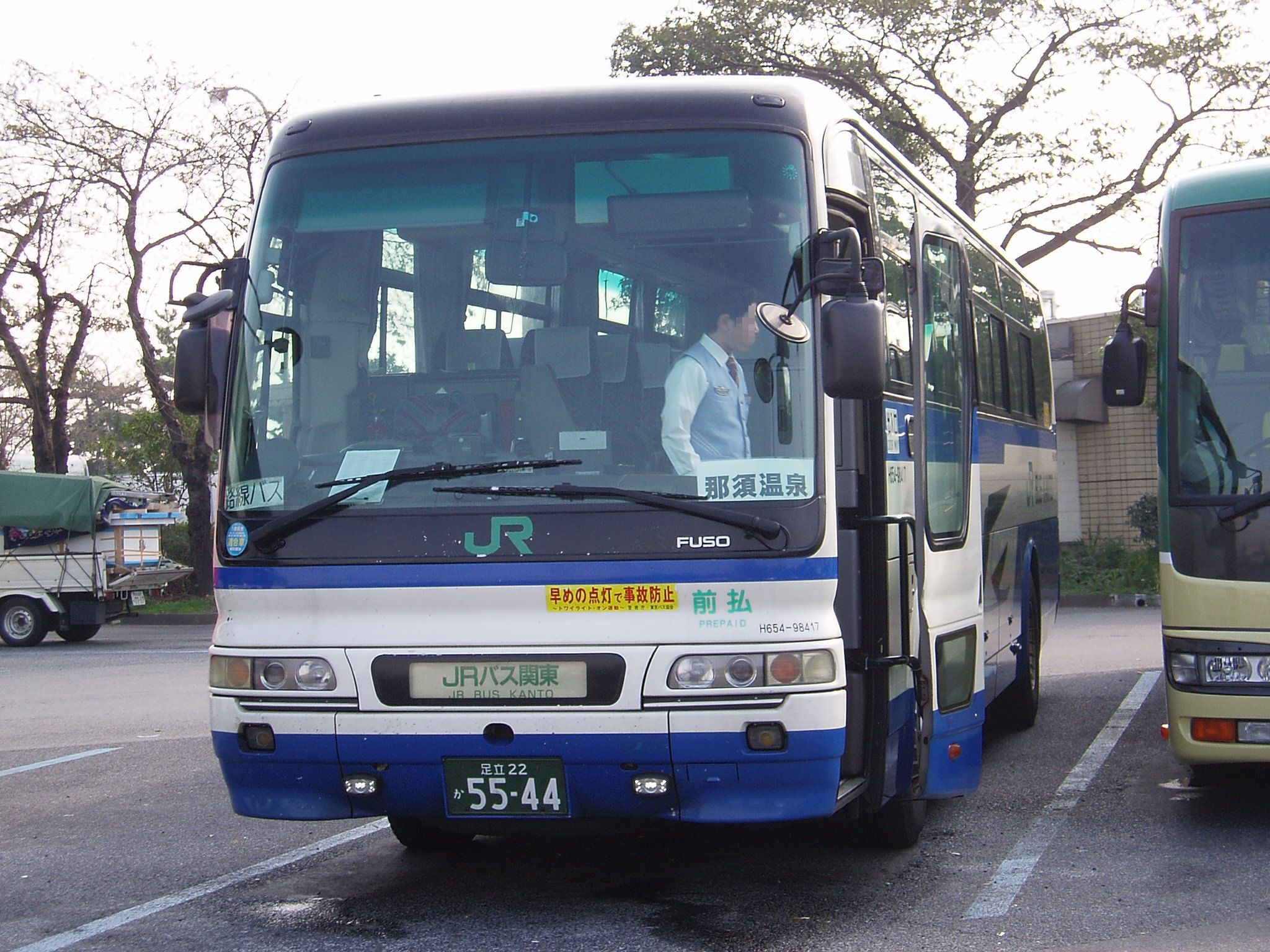
「那須リゾートエクスプレス」（撮影当時）

## その他
- どの系統にも学割運賃（2割引）が設定されている。
- 2008年6月20日から2010年3月31日まで、「那須リゾートエクスプレス号」の往復乗車券と那須シャトルバス「キュービー号」と東野交通路線バスの道の駅那須高原友愛の森 - 山麓駅前間、それに那須ロープウェイのフリー乗車券をセットにした特別企画乗車券「那須ロイヤルストーリー 新宿・那須周遊きっぷ」（2009年3月31日までは東京・那須周遊きっぷ）を発売していた。
- 2008年11月1日から2010年3月31日まで、「もみじ号」の往復と路線バス塩原本線のホウライ - 塩原温泉バスターミナル間の乗り放題をセットにした特別企画乗車券「塩原マル遊きっぷ 新宿・塩原周遊券」（マルの中に遊が入る）（2009年3月31日までは東京・塩原周遊券）を発売していた。
- 2009年5月25日から2010年3月31日まで、「那須リゾートエクスプレス号」の往復乗車券と東野交通路線バスの戸田～板室温泉間の乗り放題をセットにした特別企画乗車券「板室マル優きっぷ 新宿・板室周遊券」（マルの中に遊が入る）を発売していた。
- 2014年8月1日から11月30日まで那須湯本から那須ロープウェイ方面を結ぶ路線向けに2日間有効のフリーパス「ナスパス」を発売している。

### 同様に乗務員送り込みを目的として開設された路線
- 上州名湯めぐり号（長野原支店担当）
- 房総なのはな号（館山支店担当）
- マロニエ新宿号（宇都宮支店担当。現在は佐野支店担当）
- 南アルプス号（中央道統括支店担当） ※廃止